# Kramgoa låtar 7
Kramgoa låtar 7 - Djinghis Khan utkom 1979 och är ett studioalbum av det svenska dansbandet Vikingarna. Detta är också det första av Vikingarnas album där Christer Sjögren är sångare. Albumet har getts ut i två olika versioner. På den första står det Djinghis Khan på omslaget, medan det på den andra står Hallelujah. Låtordningen är dock den samma på båda.
Singeln "Djingis Kahn" är en cover av Västtysklands bidrag från 1979 års upplaga av Eurovision Song Contest som framfördes av gruppen Dschinghis Khan. Singeln placerade sig högst upp på Svensktoppen  och låg totalt 10 veckor där. Försäljningen av albumet märkte aldrig av någon konkurrens från den samtida discoboomen, en annan form av dansmusik som sågs som en konkurrent till dansbandsmusiken.
Albumet återutgavs 1996 till CD.

## Låtlista

### Sida 1
1. Djinghis Khan (Dschinghis Khan) - 3.03
2. Hjärtats röst (Jealous Heart) - 2.23
3. Annie's Song (instrumental) - 3.14
4. Om du lämnar mig så här - 3.14
5. Så länge du älskar är du ung (500 Miles Away from Home) - 3.22
6. Jag kommer hem (I'm Coming Home) - 2.27
7. Jag var så kär - 2.55
8. Such a Night - 2.57

### Sida 2
1. Hallelujah - 3.11
2. Veronica - 3.24
3. Playa Ingles - 3.20
4. Twilight Time - 3.16
5. Hooray Hooray (Hooray Hooray It's a Holi-Holiday) - 3.00
6. Tro på mej (Can't Help Falling in Love) - 2.42
7. Ge mig en sång - 3.16

## Listplaceringar
| Lista (1979) | Topplacering |
| ------------ | ------------ |
| Norge        | 12           |
| Sverige      | 5            |